# José Antonio Mendoza
José Antonio Mendoza Villalpando (ur. 7 kwietnia 1984) – meksykański zapaśnik w stylu klasycznym. Zajął 35 miejsce na mistrzostwach świata w 2011. Piąty na igrzyskach panamerykańskich w 2011. Piąty na mistrzostwach panamerykańskich w 2009 i szósty w 2010. Brązowy medalista igrzysk Ameryki Środkowej i Karaibów w 2010 roku.